# Bathophilus brevis
Bathophilus brevis är en fiskart som beskrevs av Regan och Trewavas, 1930. Bathophilus brevis ingår i släktet Bathophilus och familjen Stomiidae. Inga underarter finns listade.